# 7669 Malše
7669 Malše è un asteroide della fascia principale. Scoperto nel 1995, presenta un'orbita caratterizzata da un semiasse maggiore pari a 2,7774030 UA e da un'eccentricità di 0,1450471, inclinata di 8,34529° rispetto all'eclittica.